# 航运学院站
航运学院站是南通轨道交通1号线的地铁车站，位于中华人民共和国江苏省南通市崇川区通盛大道与星湖大道交叉口地下，临近江苏航运职业技术学院，于2022年11月10日开通。

## 车站结构
航运学院站沿通盛大道设置，呈南北走向，车站长288米，净宽21.3米，为地下两层岛式站台车站。车站地下一层为站厅层，地下二层为站台层。车站预留地下三层与规划南通轨道交通3号线换乘节点结构。
| 地面              | 出入口 | 1-4出入口                                                                                               |
| 地下一层          | 站厅   | 客服中心、自动售票机、验票机                                                                            |
| 地下二层          | 站台层 | \| \| \| 1号线往平潮（能达商务区） \| \| 島式 · 開左邊车门 \| \| \| \| \| \| 1号线往振兴路（終點站） \| |
|                   |        | 1号线往平潮（能达商务区）                                                                               |
| 島式 · 開左邊车门 |        | |
|                   |        | 1号线往振兴路（終點站）                                                                                 |

## 车站出口
航运学院站共设4个出口，各出口及周围设施如下所示：
| 编号                | 周边信息                                                                 | 照片 | 无障碍设施 |
| ------------------- | ------------------------------------------------------------------------ | ---- | ---------- |
| 1 · 出口 · （设有） | 通盛大道，星湖大道，江苏航运职业技术学院                                 |      |            |
| 2 · 出口            | 通盛大道，星湖大道，景微路，永旺路，曹家埭路，星旺街，星湖郡，雅居乐花园 |      | 不適用     |
| 3 · 出口            | 通盛大道，星湖大道，长虹路，长通路，长生路，惠仁路                       |      | 不適用     |
| 4 · 出口            | 通盛大道，星湖大道，集贤路，新景路，世茂云锦，世茂新界                   |      | 不適用     |
| 图例： 设有         |                                                                          |      |            |

## 接驳交通

### 公交车
- 永旺梦乐城：76路，95路，97路，D22路
- 星湖大道通盛大道口：27路，99路A，888路

## 车站历史
该站规划与建设时名称为能达商务区站，开通前更名为航运学院站，其北侧规划名为宏兴路站的相邻车站被命名为能达商务区站。
- 2019年11月9日，车站主体结构封底[5]。
- 2020年4月14日，车站主体结构封顶[2]。
- 2022年11月10日，随1号线一期工程通车一同开通[1]。